# International Commission on Distance Education
Die International Commission on Distance Education (kurz: CODE) ist eine nichtstaatliche, gemeinnützige Organisation, deren Ziel neben der Förderung von Fernstudienprogrammen in sozial schwachen Ländern, vor allem die Qualitätsprüfung und Akkreditierung von Fernstudiengängen ist. Die Rahmenpläne von der Organisation sind darauf ausgelegt, eine stetige Qualitätsverbesserung der jeweiligen Studiengänge herbeizuführen.
Die Kommission wurde 1997 in der Schweiz gegründet. Gestiftet wurde sie von Ilya Prigogine, Nobel-Preis-Träger in Chemie. Die Organisation unterhält seit 2003 beratenden Status im Wirtschafts- und Sozialausschuss der Vereinten Nationen (ECOSOC). Präsident ist Alfonso Roldan aus Spanien, Vorsitzender Dumitru Mazilu aus Rumänien. Der Vorstand setzt sich aus 13 Mitgliedern zusammen, die unterschiedliche Funktionen innerhalb von CODE bekleiden.
Die Organisation ist in fünf regionalen Zentren auf fünf unterschiedlichen Kontinenten vertreten. Delegierte sind in allen Abteilungen der UNO vertreten und berichten dem Wirtschafts- und Sozialausschuss über die Belange des Fernbildungssektors.